# Bladomslaander
Voor de plantenetende insecten, zie bladluizen.

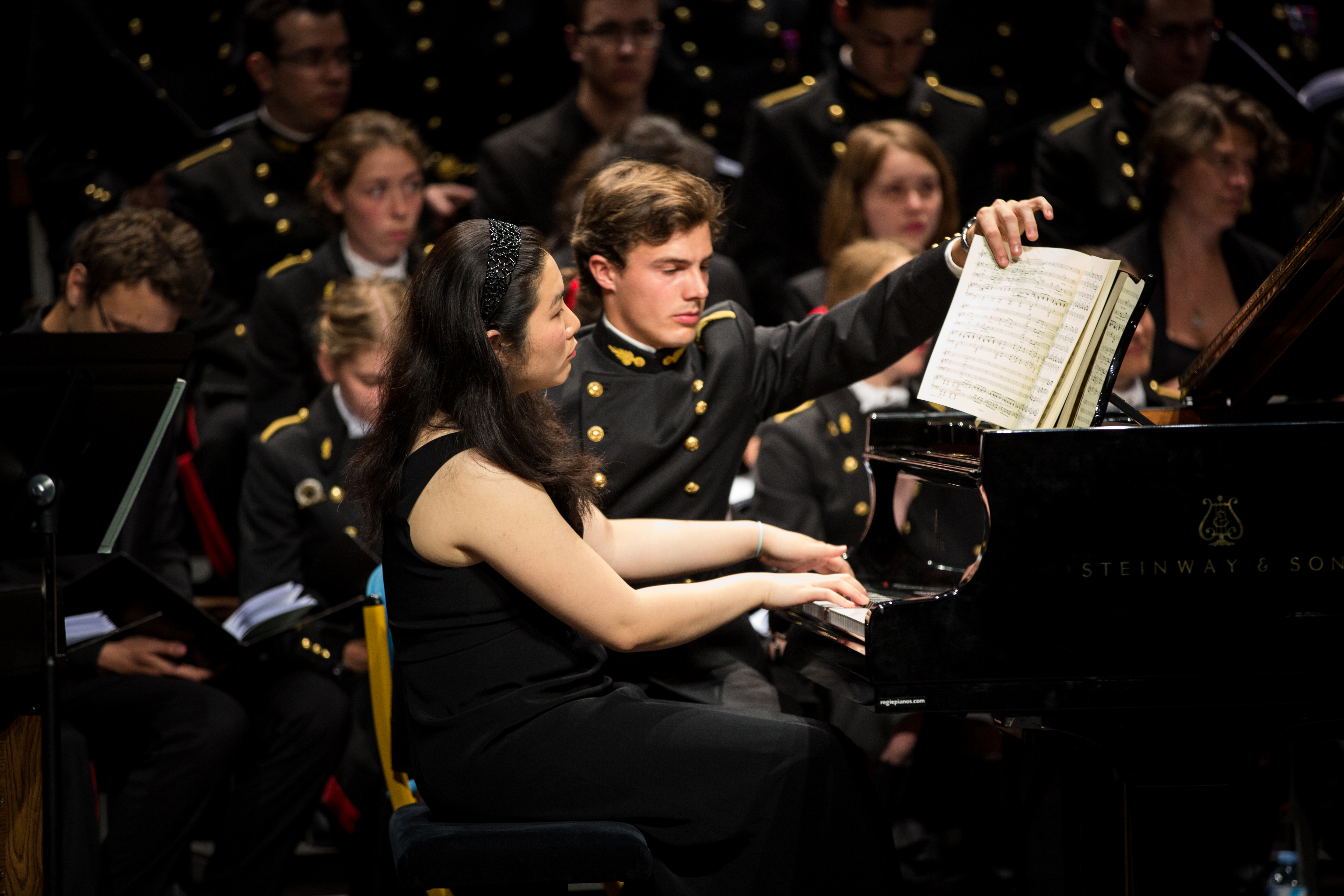
Bladomslaander

Een bladomslaander of paginaomdraaier (oneerbiedig ook wel bladluis genoemd) is een omschrijving van een persoon die pagina's van de bladmuziek tijdens de uitvoering omdraait. Deze taak wordt door deze persoon uitgevoerd omdat de musicus niet altijd zelf in staat is de pagina's te draaien zonder dat zijn spel moet worden onderbroken.
Hoewel de taak van de bladomslaander ogenschijnlijk eenvoudig is, kan men deze taak zeker niet aan een leek of beginneling in het notenschrift overlaten. De bladomslaander moet met de muziek meelezen en het juiste moment inschatten waarop de pagina kan worden omgedraaid. Het omslaan mag de uitvoerende musicus niet hinderen in zijn spel. Daarom is de bladomslaander meestal zelf ook pianist en bekend met het te spelen stuk.
Bladomslaanders worden over het algemeen slechts ingezet bij solo- of begeleidingswerken voor pianisten en bij quatre-mains, waarbij twee pianisten op één piano spelen. Het is mogelijk dat ze ingezet worden bij andersoortige uitvoeringen. 
Indien een muzikant zijn of haar bladmuziek vanaf een tablet-pc leest, in plaats vanaf papier, is het mogelijk speciale apparatuur te gebruiken waarmee de bladmuziek via een pedaal met de voet wordt omgeslagen.  Zodoende kan men uitvoerend muzikant en bladomslaander tegelijk zijn. Deze methode wordt ook bij een teleprompter toegepast. Zelfs kan op de tablet worden ingesteld dat de bladmuziek na een bepaalde tijd automatisch wordt omgeslagen. Dit dient dan ingesteld te worden op het tempo van de te spelen muziek. Dit is handig bij instrumenten waarbij pedalen moeten worden gebruikt, zoals bv. een piano of orgel, waarbij het niet mogelijk is om de bladmuziek met behulp van een pedaal om te slaan. Deze methode wordt echter tot op heden niet veel toegepast. 

## Trivia
- In 2006 verscheen de Franse film La tourneuse de pages, waarin het hoofdpersonage een bladomslaander is.